# Leiothlypis luciae
La parula di Lucy (Leiothlypis luciae J. G. Cooper, 1861) è un uccello passeriforme della famiglia dei Parulidi, originario del Nordamerica. Il suo areale comprende gli Stati Uniti sud-occidentali e il Messico nord-occidentale. È una delle due sole specie di parula che nidificano entro cavità.

## Descrizione
La parula di Lucy è la specie più piccola della famiglia dei Parulidi. Misura 9–12 cm di lunghezza e può pesare 5,1-7,9 g, quindi è leggermente più piccola perfino delle specie più minute del genere Setophaga. Tra le misure standard, l'ala misura 49–61 mm, la coda 33–41 mm, il becco 7,8–9 mm e il tarso 15-17,5 mm.
Rispetto agli altri Parulidi ha un piumaggio piuttosto scialbo, essendo forse il rappresentante più chiaro della famiglia. La testa e le regioni superiori sono color grigio chiaro, mentre le regioni inferiori sono biancastre. Ha un anello oculare bianco e un piccolo becco appuntito. Entrambi i sessi hanno groppone rossiccio, caratteristica che ne permette l'identificazione sul campo. I maschi adulti hanno anche una piccola chiazza color ruggine sulla corona. I giovani hanno un piumaggio più chiaro, con groppone fulvo e barre alari camoscio.
La parula di Lucy è strettamente imparentata con la parula di Virginia, la parula di Nashville e la parula del Colima. Il nome comune e binomiale di questa specie commemora Lucy Hunter Baird, figlia dell'ornitologo Spencer Fullerton Baird.
La parula di Lucy abita le boscaglie di mesquite che si sviluppano lungo i fiumi e le macchie arbustive degli Stati Uniti sud-occidentali e del Messico nord-occidentale. Può nidificare nei distretti più aridi del deserto di Sonora, ove vi sia comunque un po' di vegetazione, e forse è il rappresentante dei Parulidi che nidifica negli ambienti più aridi.

## Biologia
Quella di Lucy è l'unica parula, fatta eccezione per quella protonotaria, a nidificare in cavità. Utilizza le cavità naturali nei cactus o negli alberi o i fori scavati dai picchi o dal verdino in anni precedenti. Diversamente da quella protonotaria, la parula di Lucy non è mai stata vista utilizzare scatole nido costruite dall'uomo. Nel caso utilizzi il foro di un picchio, la parula può riempire la cavità fin quasi alla sommità con detriti e porre il nido al di sopra di questi, in modo che i piccoli possano vedere all'esterno. Questa specie nidifica in alcune delle aggregazioni più numerose di qualsiasi specie di parula, fino a 12 coppie per ettaro. Gli uccelli migrano nel Messico occidentale in inverno.
Questa specie rigorosamente insettivora si sposta attivamente in cerca di cibo, alla ricerca dei bruchi, dei coleotteri e delle cicaline che costituiscono gran parte della sua dieta. Quando cattura un bruco, lo scuote vigorosamente e ne strappa via i peli dal dorso prima di inghiottirlo.
La perdita dell'habitat è il principale fattore che minaccia questa specie, in quanto le aree riparie entro i confini del suo areale vengono sempre più modificate dall'uomo. Su scala inferiore, anche il parassitismo dei vaccari testabruna minaccia la specie. Il numero di esemplari è in diminuzione in tutto l'areale di nidificazione.